# Кошка (созвездие)

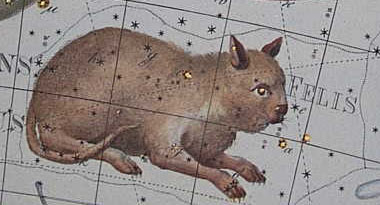
Felis в «Уранографии» Боде

Ко́шка (лат. Felis, Felis domestica) — отменённое созвездие. Предложено Ж. Лаландом в 1799 году. Лаланд писал: «Я очень люблю кошек и хочу, чтобы это животное царапалось на небесной карте». 
Созвездие Кошки располагалось на южном небе между созвездиями Насоса и Гидры (ныне занимаемая им область, находящаяся к юго-западу от звезды μ Гидры, и содержащая звёзды не ярче 5-й звёздной величины, входит в состав последнего). Иногда по отношению к нему использовали название «Домашняя Кошка». Сам Лаланд нигде не изображал это созвездие, впервые оно появляется в «Уранографии» Боде, изданной в 1801 году. 
Поддержки у большинства астрономов предложение Лаланда не получило, хотя в XIX веке ряд крупных астрономов созвездие Кошки признавал. Так, оно фигурировало в атласах звёздного неба, изданных шотландским учёным Александром Джемисоном (1822) и итальянским астрономом Анджело Секки (1878). В официальный список 88 созвездий, утверждённый в 1922 году решением проходившей в Риме I Генеральной ассамблеи Международного астрономического союза, созвездие Кошки не вошло.

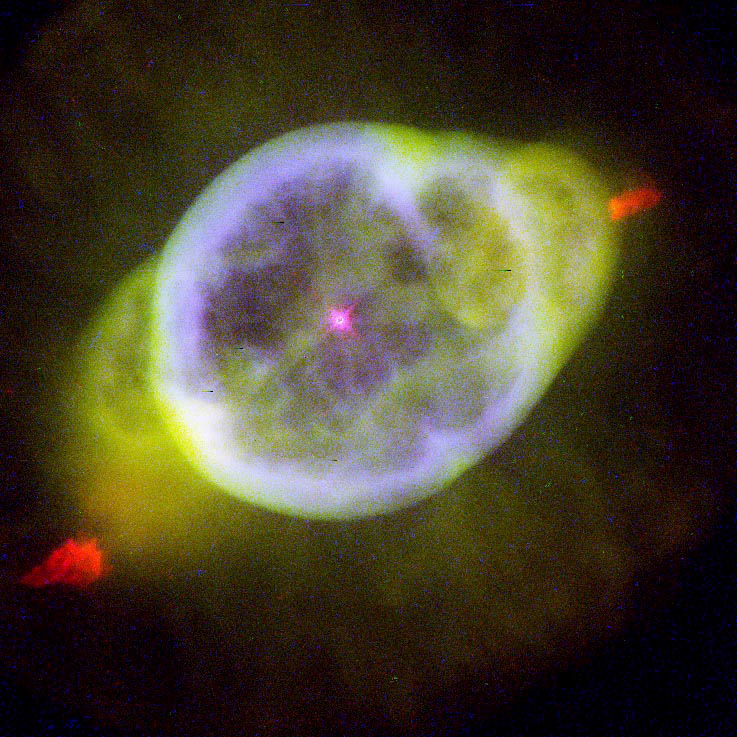
Фотография NGC 3242, полученная телескопом «Хаббл»

## Интересные объекты
Хотя в области неба, в которой располагалось созвездие Кошки, нет ярких звёзд, однако там находится немало интересных объектов. В частности, именно там располагается открытая Уильямом Гершелем 7 февраля 1785 года планетарная туманность, обозначаемая NGC 3242 и нередко именуемая «Призрак Юпитера». Туманность имеет звёздную величину 10,3, а второе её название объясняется тем, что при наблюдении через любительский телескоп она выглядит как бледная копия планеты Юпитер, окрашенная в голубовато-зелёный цвет.
Международный астрономический союз в 2018 году назвал Кошкой (Felis) одну из звёзд созвездия Гидры (самую яркую из звёзд упразднённого созвездия Кошки). Ранее звезда Felis обозначалась как HD 85951 (или HR 3923), у неё 4.95 звёздной величины.